# Zhang Zhilei
Dans ce nom chinois, le nom de famille, Zhang, précède le nom personnel.
Zhang Zhilei est un boxeur chinois né le 2 mai 1983 dans la province du Henan.

## Carrière
Médaillé d'argent aux Jeux olympiques de Pékin en 2008 dans la catégorie super-lourds, il remporte la médaille de bronze aux championnats du monde à Chicago en 2007 et à Milan en 2009 ainsi que la médaille d'argent aux championnats d'Asie à Oulan-Bator en 2007 et celle de bronze à Puerto Princesa en 2004.
Zhilei passe dans les rangs professionnels en 2014 et remporte 24 de ses 25 premiers combats face à des boxeurs de second rang avant de s'incliner aux points en 2022 face à Filip Hrgovic lors de son premier combat en 12 rounds. L'année suivante, à 40 ans, il bat deux fois avant la limite l'Anglais Joe Joyce.